# Robert Schuller (Architekt)
Robert Schuller (* 25. Jänner 1929 in Innsbruck; † 30. Juli 1990 ebenda) war ein Tiroler Architekt und Universitätsprofessor und unter anderem Leiter des Instituts für Gestaltung an der Fakultät für Bauingenieurwesen und Architektur der Universität Innsbruck.

## Leben

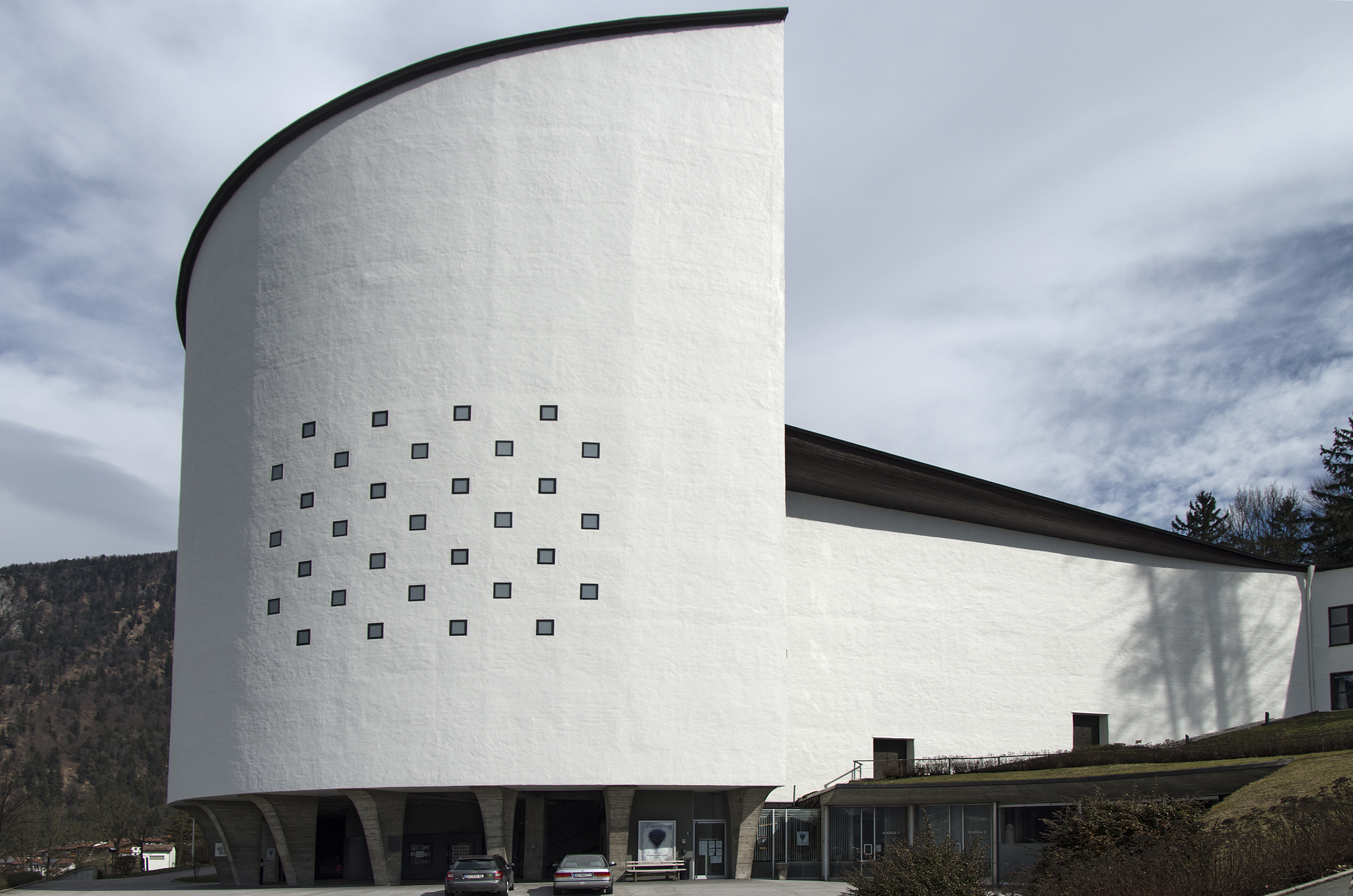
Passionsspielhaus Erl (1956–1959)

Robert Schuller wuchs in Innsbruck-Hötting auf. Sein Vater war der künstlerische Leiter der Tiroler Glasmalerei- und Mosaikanstalt Gottlieb Schuller. Robert Schuller absolvierte die Höhere Baufachschule Innsbruck 1949 mit Auszeichnung. Es folgte eine 20-jährige Tätigkeit an der Tiroler Landesbaudirektion für Bauleitungen und Planungen, Architektur studierte er an der TU München. Von 1957 bis 1959 wurde in Erl das von Schuller entworfene Passionsspielhaus gebaut. Der Bau wurde im Stil einer organhaften Nachkriegsmoderne als Großplastik in der Landschaft ausgeführt. Zu seinen weiteren Werken zählen unter anderem die Bioklimatische Versuchsanstalt am Patscherkofel, die Revitalisierung des um 1500 erbauten Innsbrucker Zeughauses zu einer Zweigstelle des Landesmuseums, die Werkstätten mit Bühnenneubau des Tiroler Landestheaters, das Tiroler Landessportheim, das Kinderheim in Mils bei Hall, und die Zeremonienanlage mit Zeltdach für den Beusch Papst Johannes Pauls II. im Bergiselstadion. Schuller war von 1971 bis 1990 einer der bedeutendsten Lehrenden für Architektur an der Universität Innsbruck. Schullers Nachlass befindet sich im Archiv für Baukunst Innsbruck.